# Umbonia richteri
Umbonia richteri är en insektsart som beskrevs av Creão-duarte och Albino Morimasa Sakakibara 1997. Umbonia richteri ingår i släktet Umbonia och familjen hornstritar. Inga underarter finns listade i Catalogue of Life.